# جون ولش
جون ولش (بالإنجليزية: Jon Welsh)‏ هو لاعب اتحاد الرغبي بريطاني، ولد في 13 أكتوبر 1986 في غلاسكو في المملكة المتحدة.

## وصلات خارجية
- جون ولش على موقع دوري الرغبي الممتاز (الإنجليزية)
- جون ولش عل موقع إسبنسكروم (الإنجليزية)
- جون ولش على موقع ItsRugby.co.uk (الإنجليزية)